# Anderstorp Raceway
Anderstorp Raceway, anteriormente Scandinavian Raceway, es un autódromo situado en Anderstorp, Suecia e inaugurado en 1968. Fue sede Gran Premio de Suecia de Fórmula 1, y albergó carreras del Campeonato del mundo de motociclismo, del Campeonato Mundial de Superbikes, del Campeonato Europeo de Turismos, del Campeonato Mundial de Turismos, del Campeonato FIA GT, de la Eurocopa de Fórmula Renault y del Campeonato Sueco de Turismos.
El trazado principal mide 4025 metros de extensión; también existen dos trazados más cortos (sur y norte), de 2000 y 1800 metros respectivamente. La calle de boxes no cruza la línea de meta, sino que se encuentra en otra zona de la pista. La recta opuesta, llamada Flight Straight, también se utiliza como pista de aterrizaje.

## Ganadores

### Fórmula 1
| Año     | Piloto          | Constructor        | Fecha       | Resultados |
| ------- | --------------- | ------------------ | ----------- | ---------- |
| 1973    | Denny Hulme     | McLaren-Ford       | 17 de junio | Resultados |
| 1974    | Jody Scheckter  | Tyrrell-Ford       | 9 de junio  | Resultados |
| 1975    | Niki Lauda      | Ferrari            | 8 de junio  | Resultados |
| 1976    | Jody Scheckter  | Tyrrell-Ford       | 13 de junio | Resultados |
| 1977    | Jacques Laffite | Ligier-Matra       | 19 de junio | Resultados |
| 1978    | Niki Lauda      | Brabham-Alfa Romeo | 17 de junio | Resultados |
| Fuente: |                 |                    |             |            |